# محمية توهونو اودهام
تقع محمية توهونو اودهام (بالانجليزية: Tohono O'odham) في جنوب غرب ووسط أريزونا، الولايات المتحدة.
كانت موطن سكان المحمية للهنود الحمر وهم السكان الأصليين لأمريكا الشمالية.
كانوا يقيمون بشكل أساسي في صحراء سونوران في جنوب أريزونا وولاية سونورا المكسيكية، أما تعداد السكان لهذه المحمية لعام 2000 هو 10787 .
ومساحة أراضي هذه المحمية تبلغ 11,243.098 كيلومتر مربع .